# 单花胡卢巴
单花胡卢巴（学名：Trigonella monantha）为豆科胡卢巴属下的一个种。

## 扩展阅读
維基物種上的相關：单花胡卢巴